# Egon Rannet

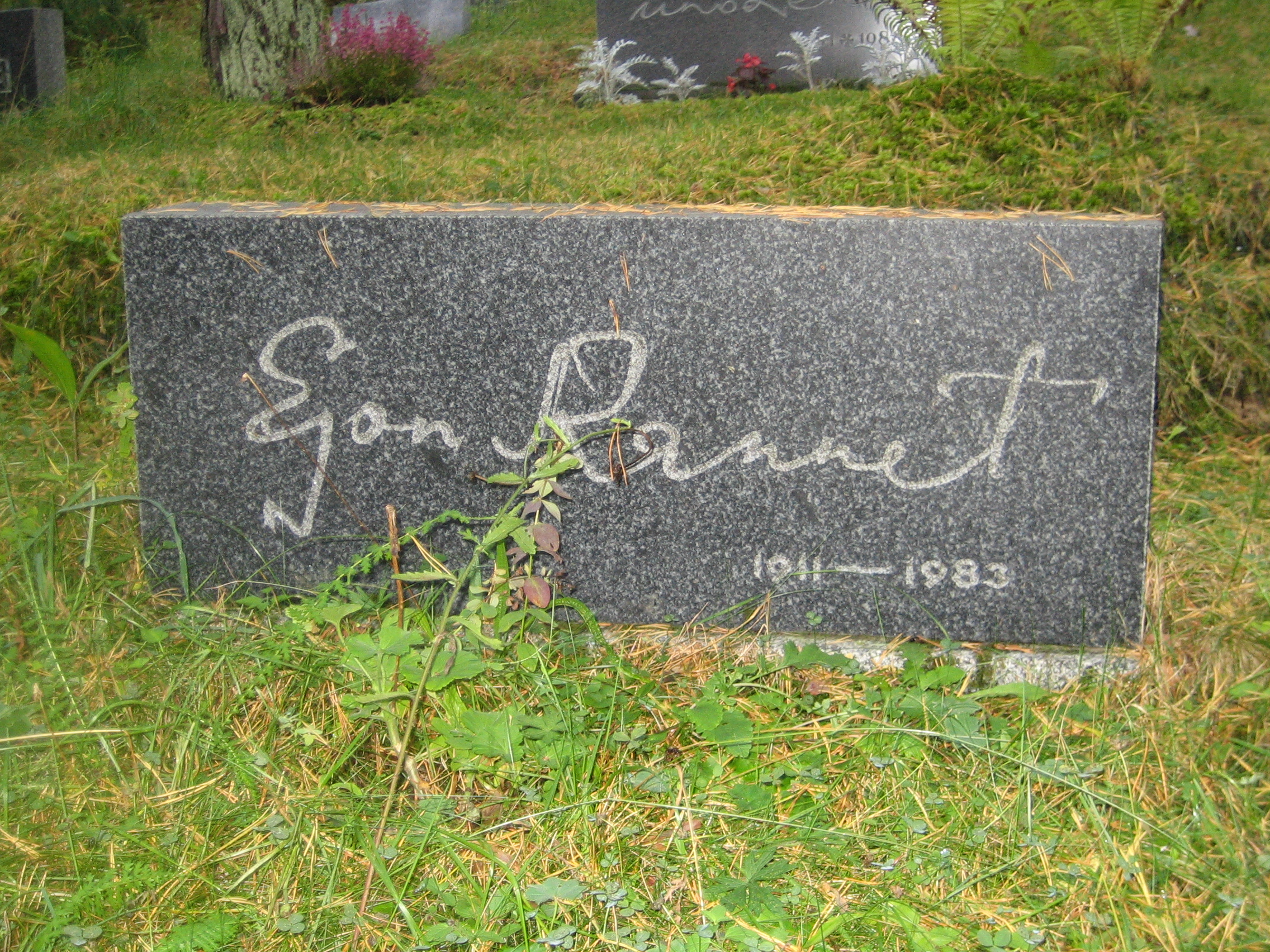
Túmulo de Egon Rannet no Cemitério Florestal de Tallinn

Egon Rannet (até 1940 Eugen/Jevgeni Brükke  29 de novembro de 1911 – 1 de novembro de 1983) foi um escritor estoniano. Muitas das suas obras foram afectadas pelo realismo socialista.
Nasceu em Tallin. Na década de 1930 foi membro do Movimento Vaps. Durante a Segunda Guerra Mundial prestou serviço militar soviético. A partir de 1947 foi um escritor profissional.